# إيرما كونتريرز
إيرما كونتريرز (بالإسبانية: Irma Contreras) هي مصممة رقص فنزويلية، ولدت في 1928 في كاراكاس في فنزويلا.